# CXCL11
CXCL11 (англ. C-X-C motif chemokine ligand 11) – білок, який кодується однойменним геном, розташованим у людей на короткому плечі 4-ї хромосоми.  Довжина поліпептидного ланцюга білка становить 94 амінокислот, а молекулярна маса — 10 365.
| 10         |  | 20         |  | 30         |  | 40         |  | 50         |
| ---------- |  | ---------- |  | ---------- |  | ---------- |  | ---------- |
| MSVKGMAIAL |  | AVILCATVVQ |  | GFPMFKRGRC |  | LCIGPGVKAV |  | KVADIEKASI |
| MYPSNNCDKI |  | EVIITLKENK |  | GQRCLNPKSK |  | QARLIIKKVE |  | RKNF       |

A: Аланін

C: Цистеїн

D: Аспарагінова кислота

E: Глутамінова кислота

F: Фенілаланін

G: Гліцин

I: Ізолейцин

K: Лізин

L: Лейцин

M: Метіонін

N: Аспарагін

P: Пролін

Q: Глутамін

R: Аргінін

S: Серин

T: Треонін

V: Валін

Кодований геном білок за функцією належить до цитокінів. 
Задіяний у таких біологічних процесах як запальна відповідь, хемотаксис, поліморфізм. 
Секретований назовні.